# Ocotea humblotii
Ocotea humblotii är en lagerväxtart som beskrevs av Henri Ernest Baillon. Ocotea humblotii ingår i släktet Ocotea och familjen lagerväxter. Inga underarter finns listade i Catalogue of Life.